# Estação Ferroviária de Porto-Boavista

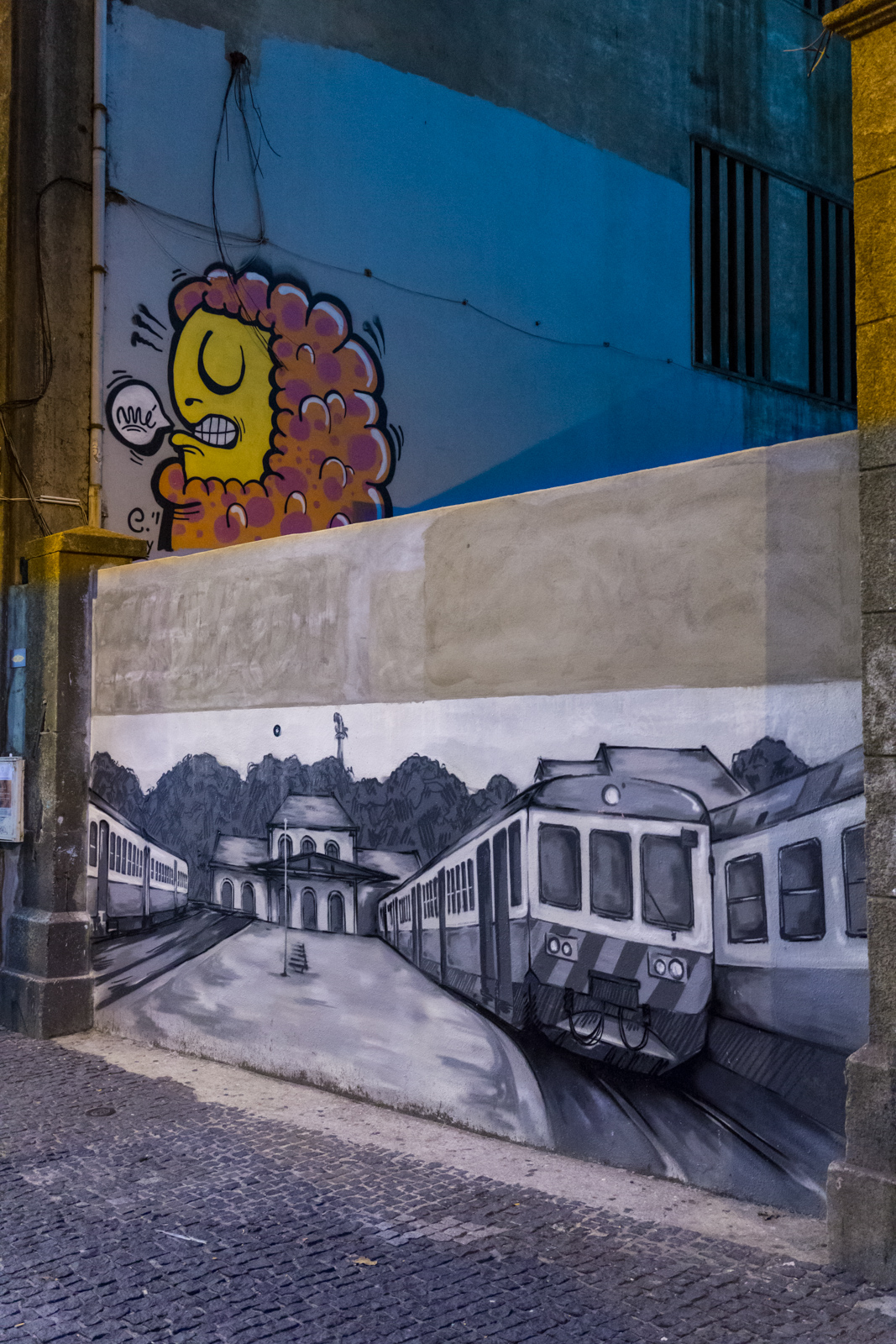
Um dos vários murais com tema ferroviário que ornamentam a estação da Boavista, abandonada desde 2001.

A Estação Ferroviária de Porto-Boavista, mais conhecida por Boavista, e originalmente denominada apenas Porto, foi uma interface das linhas de Guimarães e do Porto à Póvoa e Famalicão (via estreita), que servia a cidade do Porto, em Portugal. Entrou ao serviço em 1 de Outubro de 1875, tendo sido a primeira estação ferroviária construída dentro dos limites do município do Porto. Foi abandonada em 2001, na sequência da integração das ferrovias que servia na rede do Metro do Porto.

## História

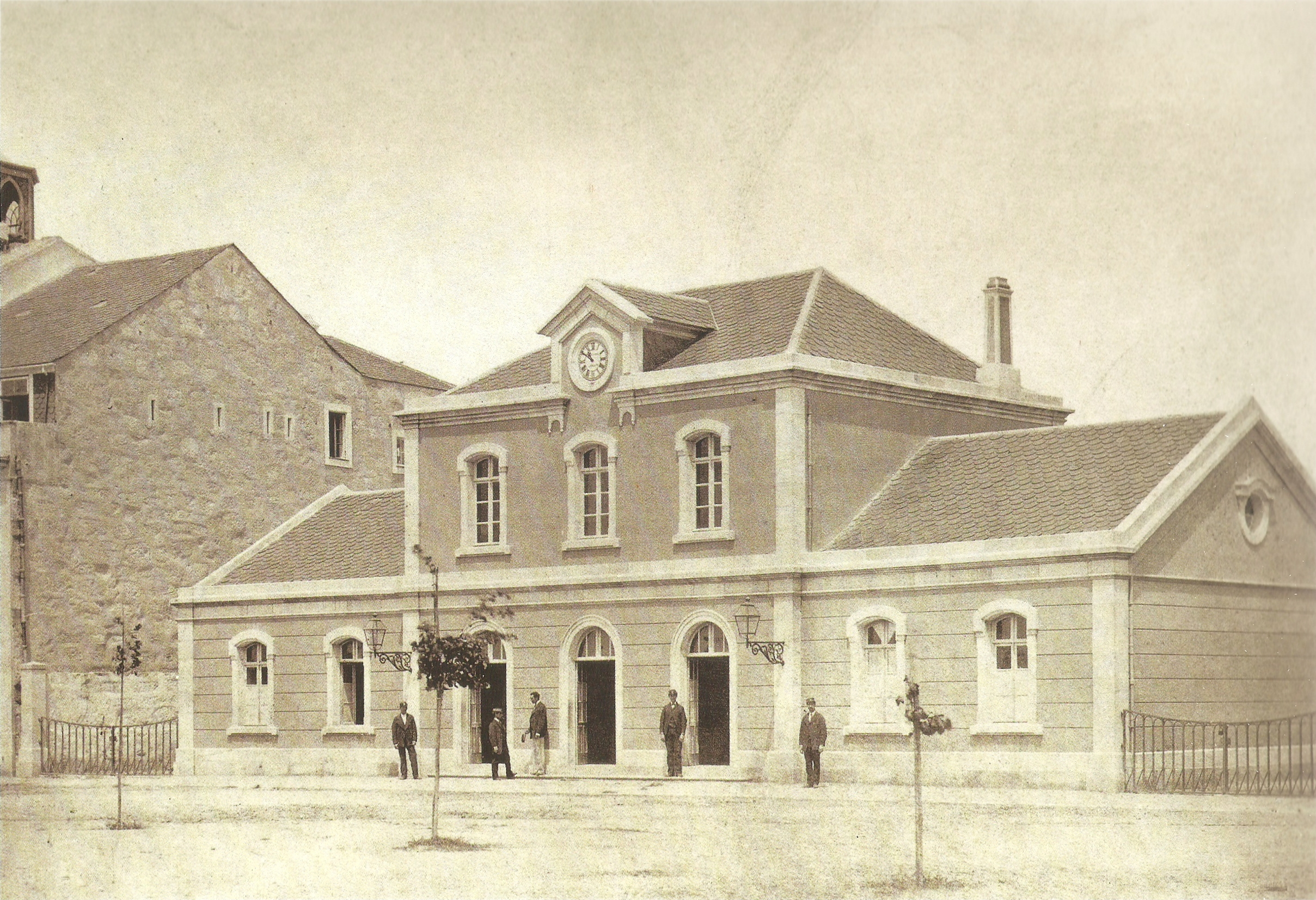
Estação da Boavista em 1875, ano da inauguração.

### Planeamento, construção e inauguração
Em 1873, foi autorizada a construção de uma linha férrea em bitola de 900 mm entre o Porto e a Póvoa de Varzim, devendo a estação do Porto ser situado na Boa Vista, embora fosse então uma área situada fora da cidade do Porto, e portanto pouco adequada para o terminal de uma linha de tipologia suburbana.
O primeiro troço da Linha da Póvoa, desde a Boavista até à Póvoa de Varzim, entrou ao serviço em 1 de Outubro de 1875, pela Companhia do Caminho de Ferro do Porto à Póvoa e Famalicão. Esta foi a primeira linha de via estreita no país, tendo a Boavista sido a primeira gare ferroviária na cidade do Porto.
Em 1909, a Companhia foi autorizada a duplicar a via entre a Boavista e a Senhora da Hora.
Em 14 de Janeiro de 1927, foi formada a Companhia dos Caminhos de Ferro do Norte de Portugal, a partir da fusão da Companhia da Póvoa com a Companhia do Caminho de Ferro de Guimarães. Em 1930, a via férrea foi adaptada para bitola métrica pela Companhia dos Caminhos de Ferro do Norte de Portugal.

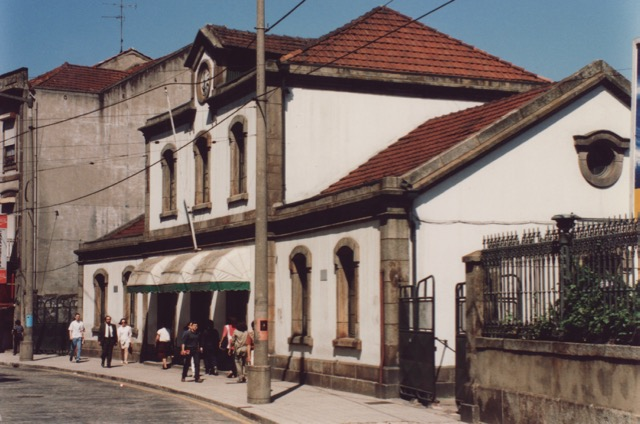
Vista da estação, em 1994.

### Declínio
Apesar de ser uma das principais estações no Porto, encontrava-se demasiado longe do centro da cidade, pelo que começou a ser planeada a instalação de uma nova interface na zona da Trindade, mais próxima do centro. Assim, em Janeiro de 1933, já se encontrava em construção o ramal de acesso à futura estação da Trindade, que se iniciava na bifurcação da Boavista, e a via entre a Boavista e a Senhora da Hora já tinha sido duplicada, de forma a conter o tráfego neste troço. Em 30 de Outubro de 1938, foi inaugurada a Estação Ferroviária de Porto-Trindade, substituindo a Boavista como estação terminal, ficando esta agora do lado sul da via Hora-Trindade, constituindo topologicamente um curto ramal que se bifurca do lado direito (sentido ascendente, à Trindade).
Mesmo após a abertura até à Trindade, a gare da Boavista continuou a ter serviço de passageiross; com efeito, nos primeiros meses de serviço da nova estação, a grande maioria dos utentes continuou a utilizar a Boavista, em protesto contra as novas tarifas introduzidas pela Companhia dos Caminhos de Ferro do Norte de Portugal. Porém, em 1939 a estação da Boavista já era usada praticamente apenas por comboios de mercadorias, tendo os serviços de passageiros sido passados para o Apeadeiro de Avenida de França, a curta distância.
Em 1947, a locomotiva experimental Lydya, a primeira locomotiva a gasóleo em Portugal, foi transportada da Linha do Tua até à estação da Boavista, onde foi depois abatida.

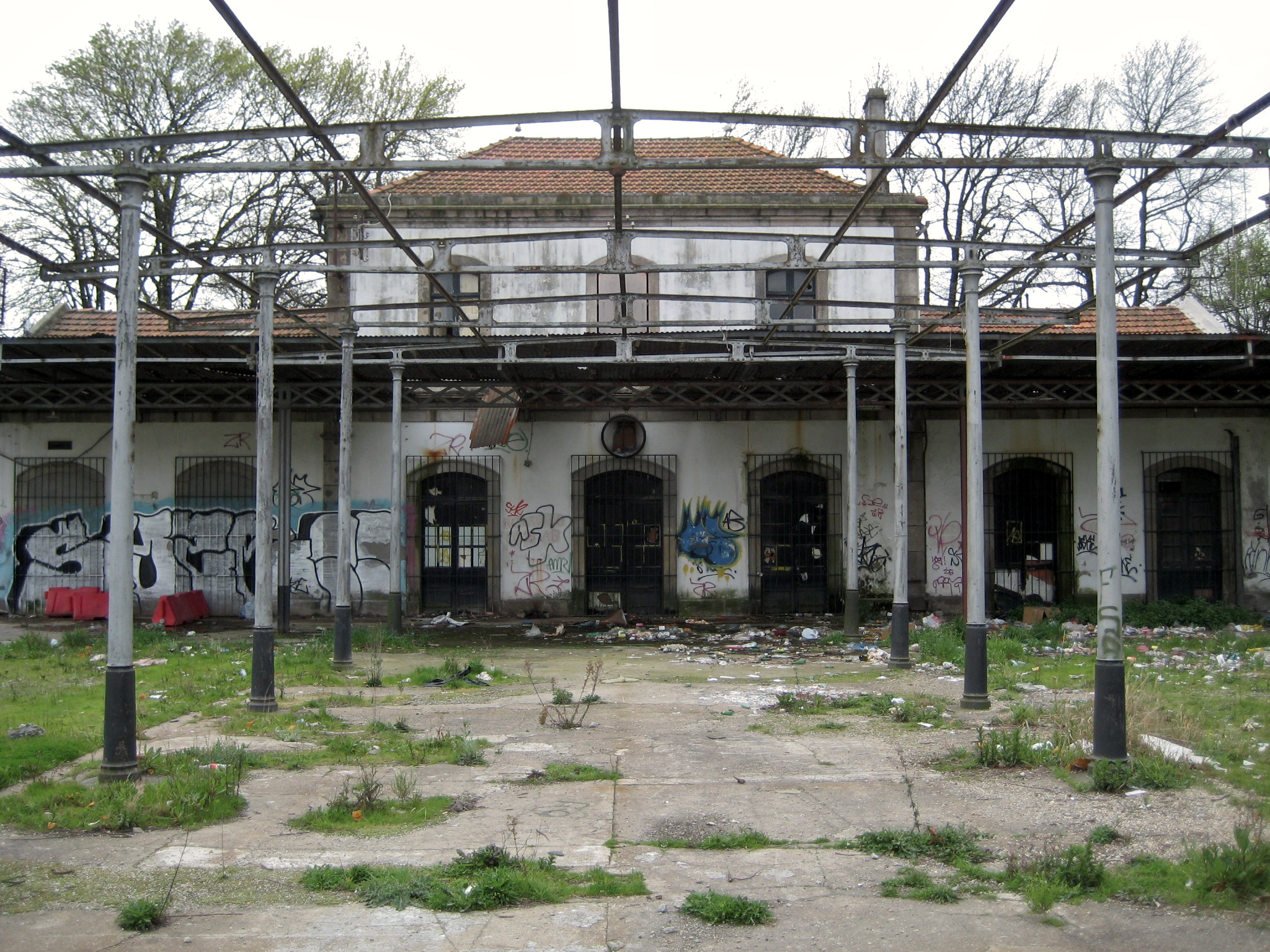
Antiga gare de passageiros da estação, em 2008.

### Encerramento e degradação
Em 28 de Abril de 2001, foi encerrado o lanço da Linha da Póvoa entre a Trindade e a Senhora da Hora, para se iniciarem as obras de instalação do Metro do Porto no antigo canal da linha.
No final da década de 2010, a fachada fronteira à Praça da Boavista tinha já alguns «vãos selados» (janelas e portas fechadas com tijolo), encontrando-se devoluto o edifício de passageiros e o terreno anexo. A 25 de novembro de 2019, a Câmara Municipal do Porto aprovou por unanimidade uma recomendação ao Governo para reverter o contrato-promessa de compra e venda do terreno da antiga estação da Boavista, onde o El Corte Inglés tem intenção de construir um grande armazém comercial, um hotel, e um edifício de habitação, comércio, e serviços. Em junho de 2020, um grupo de cidadãos pediu à Câmara Municipal do Porto a classificação municipal da antiga estação ferroviária da Boavista, depois de a Direção-Geral do Património Cultural ter arquivado, sem deferimento, um pedido idêntico a nível nacional.

Na madrugada de 11 de dezembro de 2020, deflagrou um incêndio no edifício de passageiros da estação da Boavista, destruindo o pouco recheio que aí permanecia mas não se registando vítimas. Ainda que segundo a P.S.P. não houvesse, «à partida,» suspeitas de crime, a I.P., proprietária da infraestrutura, apresentou uma denúncia contra desconhecidos, para apurar as causas do incêndio; um movimento de cidadãos que promove o plano de transformar os terrenos da antiga estação num jardim público afirmou em comunicado que há motivo para suspeitar de fogo posto.

### Demolição
Em 8 de fevereiro de 2022, um despacho publicado em Diário da República permite de que a antiga estação seja demolida no âmbito da desafetação do domínio público de vários edifícios da Infraestruturas de Portugal para ser construído um El Corte Inglés.
Em julho de 2022 a Câmara aprovou o pedido de licenciamento submetido pelo El Corte Inglés. A loja só começará a ser construída depois de concluídas as obras da linha Rosa (no final de 2024). Foi esse o compromisso assumido com a Metro do Porto.